# Pain Teens
Pain Teens war eine US-amerikanische Noise-Rock-Band, die von 1985 bis 1995 existierte.

## Geschichte
Pain Teens wurde 1985 von Lisa Kay „Bliss Blood“ Peterson (Gesang) und Scott Ayers (Gitarre) im texanischen Houston gegründet. Ayers hatte zuvor in der lokalen Punkband Naked America gespielt, und die Pain Teens spielten zunächst von den Stooges inspirierten Punk, entwickelten sich aber wenig später in Richtung Noise-Rock weiter.
Die ersten zwei oder drei Jahre war die Band ein reines Studioprojekt, das über das bandeigene Musiklabel Anomie Records kontinuierlich Alben auf Kompaktkassette veröffentlichte. Etwa 1987 begann die Band, im Raum Houston live aufzutreten, wobei sie eine provokative Bühnenshow entwickelten, die unter anderem Auspeitschungen beinhaltete. Das 1988 veröffentlichte Album Pain Teens war die erste Schallplatte der Band und des Labels. Auf dem 1989 veröffentlichten Album Case Histories ist erstmals Schlagzeuger David Parker zu hören; zuvor hatte Ayers sämtliche Instrumente bedient.
1990 stieß kurzzeitig Bassist Steve Cook zur Band. Im selben Jahr unterschrieben die Pain Teens beim Austiner Label Trance Syndicate des Butthole-Surfers-Schlagzeugers Jeffrey „King“ Coffey. Auf dem ersten auf Trance Syndicate erschienenen Pain-Teens-Album Born in Blood spielte noch Cook als Bassist, ab dem im selben Jahr veröffentlichten Album Stimulation Festival war der zuvor bereits für Livekonzerte eingesetzte Bassist Kirk Carr festes Bandmitglied. 1991 stieß noch Schlagzeuger Frank Garymartin dazu. 1992 absolvierte die Band gemeinsam mit Cop Shoot Cop eine Europatournee.
1994 verließen Carr und Garymartin die Band; im Folgejahr lösten Blood und Ayers sie nach einem letzten, wieder als Duo veröffentlichten Album auf. Blood zog nach New York. Ayers, Blood und Garymartin blieben musikalisch aktiv, aber mit wenig Erfolg.
Mitte der 2000er-Jahre diskutierten die ehemaligen Bandmitglieder eine Reunion, die Pläne wurden aber nach dem Krebstod von Bassist Kirk Carr im Jahr 2008 nicht weiter verfolgt. Im November 2012 fand die Band aber, unterstützt durch den Houstoner Bassisten Shaun Kelly (Sad Pygmy), zu zwei Konzerten in Austin zusammen.

## Stil
Allmusic beschreibt die Musik der Band als „Fusion aus der unterkühlten Düsterkeit des Gothic Rock und der schroffen Experimentierfreudigkeit des frühen Industrial“. Redakteur Steve Huey sieht die Bands Swans und Throbbing Gristle als Haupteinflüsse auf die Musik der Pain Teens an. Das Ox-Fanzine bezeichnete das finale Album Best of Dreams als „Klanglandschaft“ und „fiktiven Soundtrack zu einem Film, der im Zeitlupentempo in computergenerierte Zukunftswelten entführt“. Redakteur Joachim Hiller zog Vergleiche zu den Swans und dem australischen Post-Industrial- und No-Wave-Musiker JG Thirlwell. Der Musikjournalist Andrew Earles sah eine Mischung aus Industrial und Noise-Rock, für die Ayers Gitarren-Loops und Klangmanipulationen über „organische Industrial-Rhythmen“ lege, die aber auch durch Petersons „melodischen, aber psychotischen“ Gesang geprägt sei. Earles zog Vergleiche zur Musik der ebenfalls aus Texas stammenden Butthole Surfers.
Allmusic fasste die Themen der Liedtexte der Band als „alles, was die dunkle Seite der menschlichen Existenz hervorruft“ zusammen und benannte unter anderem Themen wie Sex, Morde, Geisteskrankheiten, Kindesmissbrauch und religiöse Heuchelei. Sängerin Blood bringe dabei zusätzlich unterschwellige feministische und gesellschaftskritische Akzente ein. Der Musikjournalist Andrew Earles subsumierte die Texte der Band als „albtraumhafte Welt“ aus „S/M-Abscheulichkeiten“, Geschichten über Serienmörder und „andere gesellschaftliche Missstände“.

## Diskografie
- 1985: You Can’t Fight City Hall / Psychoactive (Split-Album mit Anarchitex, kein Label)
- 1987: IV (Anomie Records)
- 1987: Manmade Disasters (Anomie Records)
- 1987: Cathie (Anomie Records)
- 1988: Dog Spirits (Anomie Records)
- 1988: Pain Teens (Anomie Records)
- 1988: Narcolepsy (Anomie Records)
- 1988: Collective Unconscious Mythology And You (Anomie Records)
- 1989: Case Histories (Anomie Records)
- 1989: King God (Anomie Records)
- 1990: Obliviated (Anomie Records)
- 1990: Born in Blood (Trance Syndicate)
- 1992: Stimulation Festival (Trance Syndicate)
- 1993: Destroy Me, Lover (Trance Syndicate)
- 1995: Beast of Dreams (Trance Syndicate)